# ترکیب معدنی
ترکیبات معدنی عبارتند از کلیه ترکیبات شیمیایی که منحصراً شامل عوامل شیمیایی آلی (مانند ترکیبات با پیوند کربن-هیدروژن) در ساختار مولکولی خود نباشند.
ترکیباتی نظیر الماس و گرافیت که از کربن خالص تشکیل شده‌اند نیز جز مواد معدنی محسوب می‌شوند.